# Голдин, Даниэль
Дэниел Сол Голдин (англ. Daniel Saul Goldin; род. 23 июля 1940, Нью-Йорк, Нью-Йорк) — 9-й администратор НАСА. Являлся администратором с самым продолжительным сроком пребывания в данной должности . Он работал с 1 апреля 1992 г. по 17 ноября 2001 г. Он был назначен на эту должность президентом Джорджем Бушем -старшим, а также служил при президентах Билле Клинтоне и Джордже Буше -младшем.

## Ранний период жизни
Родился Нью-Йорке. Даниэль Голдин в 1962 году получил степень бакалавра наук в области машиностроения в Городском колледже Нью-Йорка .
В 1962 году он начал работать в Исследовательском центре Льюиса НАСА в Кливленде, штат Огайо, и в частности он там работал над электрическими двигательными установками для пилотируемых межпланетных путешествий . Через несколько лет спустя Даниэль Голдин покинул НАСА, чтобы работать в TRW Space and Technology Group в Редондо-Бич, Калифорния .
Он был администратором НАСА с 1992 по 2001 год и был известен своей поддержкой философии «Быстрее, лучше, дешевле». . На посту руководителя НАСА он сформировал профессиональную команду учёных, инженеров и космонавтов. При нём был начат проект JWST.
При нём было совершено 6 полётов по программе «Мир»-«Шаттл».
Также при нём началось строительство международной космической станции.

## Дальнейшая судьба
Был избран президентом Бостонского университета, однако это решение было отменено за неделю до вступления Дэнила Голдина в должность.